# Casa de Pirovano
A Casa de Pirovano (também Pirovani, Perovano, Perovani ou Pirovini) é um ramo familiar típico de Milão, de Varese e de Como. Pirovano é um sobrenome lombardo do topônimo homônimo da província de Como. Quanto à Pirovani, Perovani, Pirovini e Perovano são, provavelmente, devido a erros de grafia ou da transcrição do nome anterior. Segundo alguns estudiosos as famílias Pirovano, Carcano e Sessa, tem uma só origem ou uma origem em comum e os arquivos da Família Castiglioni atestam que esta nobre casa provém da família Pirovano. 

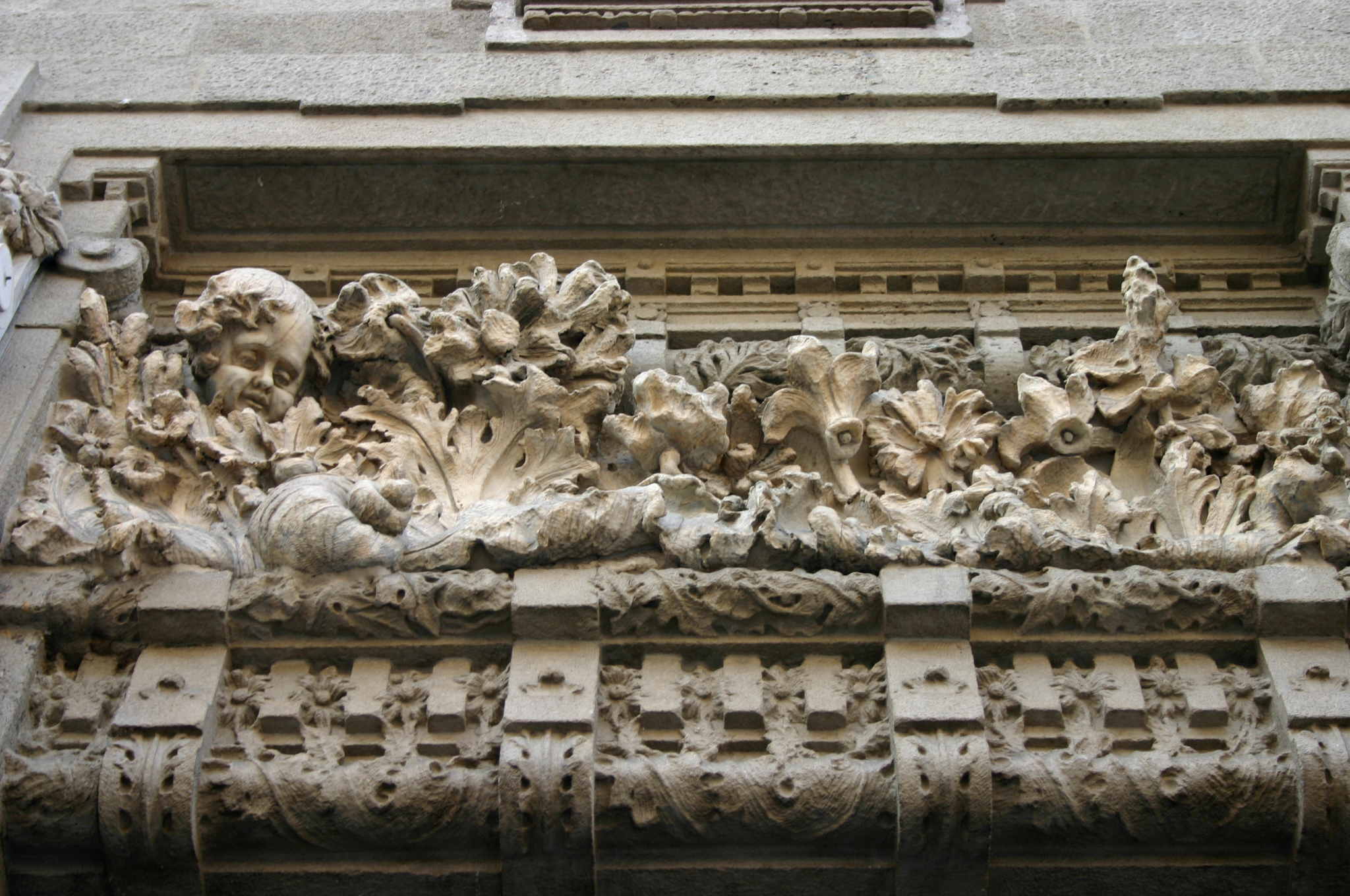
Detalhe da fachada do Castelo Castiglioni, esculpida pelo arquiteto e escultor Ambrogio de Pirovano (1864-?). O castelo foi construído em 1904 por Giuseppe Sommaruga (1867-1917). Foto de Giovanni Dall'Orto, 22 de abril de 2007.